# Station Svendborg
Station Svendborg is een station in de Deense stad Svendborg. Het station is het eindpunt van de lijn Odense - Svendborg. Eerder waren er ook lijnen naar Faaborg en Nyborg. Svendborg werd geopend op 12 juli 1876.